# 中国好声音
中国好声音（ちゅうごくこうせいおん、英語：The Voice of China、ザ・ヴォイス・オブ・チャイナ）中国浙江衛視の音楽オーディション番組。2010年にオランダで放送されたザ・ヴォイス系列のザ・ヴォイス・オブ・ホーランドに倣って作った番組である。2012年7月4日に撮影開始、7月13日に放送開始。2015年の最終決戦は北京の鳥巣で開催。しかし、中国側製作会社の燦星製作とオランダ側のTalpa社との契約違反や費用などの紛争により、2016年7月に放送開始の『中国新歌声』に取り替えられた。なお、『中国新歌声』は2018年に『中国好声音』に改名した。

## 審査員

### シーズン1
- 楊坤
- 那英
- 劉歓
- 庾澄慶

### シーズン2
- 汪峰
- 張恵妹
- 那英
- 庾澄慶

### シーズン3
- 斉秦
- 汪峰
- 那英
- 楊坤

### シーズン4
- 周杰倫
- 那英
- 汪峰
- 庾澄慶

## 優勝者
- シーズン1: 梁博
- シーズン2: 李琦
- シーズン3: 張碧晨